# Соловьёв, Сергей Владимирович
Серге́й Влади́мирович Соловьёв (род. 9 января 1959, Киев) — русский поэт, прозаик и художник, представитель метареализма — течения в поэзии  70-х-90-х гг. XX века, означающего «метафизический», а также  «метафорический реализм».

## Биография
Учился на филологическом факультете Черновицкого университета и отделении графики Киевской Академии искусств. Шесть лет реставрировал фрески в украинских церквях. Первая публикация стихотворений в 1979 г. В начале 1990-х издавал в Киеве литературно-художественную газету «Ковчег». С середины 1990-х живёт преимущественно в Мюнхене, активно выступает как художник (персональные выставки в Германии, США, Чехии и др.). Автор двадцати книг поэзии и поэтической прозы, в том числе, книги «Книга» (2000) — презентации приуроченного к рубежу тысячелетий культурологического проекта «Фигура времени» (музей истории человечества в форме «металабиринта», который предполагалось построить в Германии недалеко от города Росток; проект остался нереализованным, документация к нему неоднократно экспонировалась в разных странах).
В 2004—2008 — автор проекта и ведущий междисциплинарного дискуссионного клуба «Речевые ландшафты», автор проекта и гл. редактор ежегодного альманаха современной литературы «Фигуры Речи» (Москва). 2007—2008 — инициатор международной премии «Читатель».
Поэзия и проза Соловьёва близка к метареалистической тенденции своей насыщенностью разнородными предметами и пристальным вниманием к их соотношениям. Особенностью поэзии Соловьёва является обилие эротических мотивов: на рубеже 1980-90-х гг., вероятно, Соловьёву принадлежала пальма первенства в русской эротической лирике. Проза Соловьёва характеризуется превалированием стилистических задач над сюжетными вплоть до элементов потока сознания.
Книга «Улыбка Шакти» победила в читательском голосовании премии «Дар».

## Участие в творческих и общественных организациях
- Заместитель председателя Содружества русскоязычных литераторов Германии (СЛоГ) (с 2024)[2]

## Книги
- В зеркале отца: Стихи. — Киев: Молодь, 1987.
- Нольдистанция: Стихи. — М.: Московский рабочий, 1990.
- Пир: [Стихи и проза]. — Николаев: Академия: Симферополь: Таврия, 1993.
- Междуречье: [Стихи и проза]. — Николаев: Академия, 1994.
- Книга. — М.—СПб.: Комментарии, 2000.
- Дитя: [Роман в письмах]. — М.: Издательство Р. Элинина, 2001.
- Я, Он, Тот: [Книга прозы]. — М.—СПб.: Комментарии, 2002.
- Amort: Роман. — М.: Зебра Е, 2005.
- Крымский диван (Проза, стихи). — М. Зебра Е, 2006.
- Фрагменты близости: (Роман). — М. СТС Пресс, 2007.
- Медитации у Ганга: (Книга бесед). — М. ЭКСМО, 2008.
- Индийская защита: (проза, эссе). — М. Зебра Е, 2008.
- В стороне: Стихи, эссе. — М. НЛО, 2010.
- Слова и ветер: проза, стихи. — Киев, Издательский Дом Бураго, 2012
- Адамов мост: роман. — Москва, Русский Гулливер, 2013
- «Джойс, Нора». Любовные письма Джеймса Джойса в переводе С. Соловьева. М.: Арт Хаус медиа, 2015.
- Любовь. Черновики: стихи. — М. Книжное обозрение (АРГО-РИСК), 2016
- Ее имена: стихи. — М. НЛО, 2016
- Человек и другое. Книга странствий. — М.: Рипол-классик, Пальмира, 2019
- Улыбка Шакти. Роман. — М. НЛО, 2022. Финалист шорт-листа премии «Дар» 2025.
- Телесный свет. Проза, стихи. — Esterum Publishing, Frankfurt, 2025
- Нора, Джойс. Любовные письма. Переиздание в новой редакции. — СПб., Jaromir Hladik Press, 2025

## Цитаты
- Вычесть из России литературу – то же, что вычесть из человека его лицо.